# Лумбарденик
Лумбарденик је насељено мјесто града Слуња, на Кордуну, Карловачка жупанија, Република Хрватска.

## Географија
Лумбарденик се налази око 3,5 км јужно од Слуња.

## Историја
Лумбарденик се од распада Југославије до августа 1995. године налазио у Републици Српској Крајини.

## Становништво
Према попису становништва из 2011. године, насеље Лумбарденик је имало 141 становника.
| Демографија | Демографија | Демографија |
| Година      | Становника  | Становника  |
| ----------- | ----------- | ----------- |
| 1981.       | 0           |             |
| 1991.       | 0           |             |
| 2001.       | 145         |             |
| 2011.       |             | 141         |